# Egenskap
|  | Wiktionary har en ordboksartikel om egenskap. |

I mängdteori menas med egenskap en 1-ställig relation. En egenskap är alltså en mängd (eller klass) av objekt som alla ingår i den domän man utgår ifrån. (Enligt abstraktionsprincipen kan vi identifiera varje egenskap med dess mängd, vilket får till följd att egentligen är inte alla egenskaper "mängder" i den betydelse som "mängd" får i en axiomatisk mängdteori som ZFC.) De objekt i domänen som tillhör mängden har egenskapen, övriga saknar den. Mängden av de objekt som saknar egenskapen är egenskapens komplement. Mängden av dessa två mängder, egenskapen och egenskapens komplement, är alltså en partition av domänen. Den tomma egenskapen är den som saknar element och dess komplement är hela domänen. 
En egenskap i domänen människor kan vara man (vars komplement är kvinna). Andra exempel kan vara till exempel "vänsterhänt", "blåögd", "äldre än 30 år", "kortare än 2 meter" eller vad som helst. Alla tänkbara beskrivningar som grupperar människor i två grupper, de som har respektive saknar egenskapen, är exempel på egenskaper i domänen av människor. 
Exempel på vanliga egenskaper i domänen heltal är primtal, udda tal, jämnt tal, negativt tal, positivt tal och naturligt tal.